# Pachira brevipes
Pachira brevipes là một loài thực vật có hoa trong họ Cẩm quỳ (Malvaceae). Loài này được A.Robyns mô tả khoa học lần đầu tiên năm 1963 dưới danh pháp Rhodognaphalopsis brevipes. Năm 1993 W.S.Alverson chuyển nó sang chi Pachira.